# Valeriana venezuelana
Valeriana venezuelana är en kaprifolväxtart som beskrevs av Briquet. Valeriana venezuelana ingår i släktet vänderötter, och familjen kaprifolväxter. Inga underarter finns listade i Catalogue of Life.